# Famille de Montbrun (Aude)
La famille de Montbrun, originaire de l'Aude est établie dès le XIIe siècle dans le Narbonnais où elle possède plusieurs seigneuries situées en parie dans le Minervois entre Narbonne et Carcassonne. 
Elle prend à la fin du XIIe siècle le nom de la seigneurie et du château de Montbrun près de Lézignan dont les membres exercent la fonction de châtelain pour le comte de Foix seigneur de Montbrun. Elle possède aussi les seigneuries de Serame, Congous, Malpuech, Paulignan, Sainte-Anne, etc. dans la même région.
Elle forme deux branches établies dans l'Aude et le Tarn éteintes au début du XVIe siècle pour la première et au début du XVe siècle pour la seconde.

## Histoire
De nombreuses seigneuries portaient dans le Languedoc le nom de Montbrun. De plus, à cette époque deux familles, l'une dans l'Aude  et l'autre dans le Tarn portaient ce nom.
La famille de Montbrun dans l'Aude était établie à Roquecourbe (dans le Narbonnais) dont elle possédait la seigneurie. Elle s'éteignit à la fin du XVIe siècle dans la famille de Génibrousse qui ajouta à son nom celui de Montbrun.
La famille de Montbrun établie dans le Tarn est probablement une branche détachée à la fin du XIIe siècle de la famille de Montbrun de l'Aude et issue de Pierre-Raymond de Montbrun.
La famille de Montbrun dans l'Aude et le Tarn est différente de la famille éteinte du Puy-Montbrun, originaire du Dauphiné, illustrée par Charles du Puy-Montbrun (1530-1575) capitaine huguenot des guerres de religion, de la famille homonyme de Montbrun du Limousin et de la famille homonyme de Montbrun originaire de Pézenas dans l'Hérault (issue de Jean de Montbrun, marié à Pézenas le 15 janvier 1549 à Jeanne de Raffelin), établie ensuite à Florensac (Hérault) et anoblie sous le premier empire par un titre de comte en 1809 pour une branche subsistante et un titre de baron en 1822 pour une branche éteinte,.

## Famille de Montbrun de Roquecourbe dans l'Aude
On trouve :
- 1177 : Odon de Montbrun[1]
- 1175, 1204 : Pierre de Montbrun[1]
- 1180 : Raymond de Montbrun, marié à Mabilie de Saint-Martin[1]
- 1199, 1242 : Galhard de Montbrun[1]
- 1211 : Raymond de Montbrun et sa femme Dame Plazères[1]
- 1222, 1257 : Pierre-Raymond de Montbrun, consul de Narbonne et Bernard de Montbrun de Roquecourbe[1]
- 1256, 1262 : Pierre de Montbrun, chevalier de l'Ordre de Saint-Jean de Jérusalem[1]
- 1272, 1279 : Sicard de Montbrun, consul à Narbonne, fils de Gautier et de Garsinde[1]
- 1272, 1286 : Pierre de Montbrun, archevêque de Narbonne[1]
- 1275 : sœur Fays de Montbrun, religieuse à Prouille[1]
- 1283 : noble Béranger de Montbrun de Roquecourbe[1]
- 1290, 1292 : Guillaume-Pierre de Montbrun, damoiseau, dont un fils autre Guillaume-Pierre, seigneur de Maurellan en 1328[1]
- 1298 : Pierre-Raymond de Montbrun, fils de feu Gautier et de Hélis Onor, probablement auteur de la branche Montbrun-Montbrun possessionnée dans le Tarn, l'Aude et l'Hérault, marié à une fille d'Amblard Sobira[1]
- 1298, 1299, 1318 : Sicard de Montbrun, chevalier, fils de Pierre-Raymond de Montbrun, chevalier, seigneur de Roquecourbe, d'où est issue la branche de Montbrun-Roquecourbe
- 1322 : Jean de Montbrun, seigneur de Roquecourbe[1]
- 1325 : Guillaume de Montbrun, damoiseau, conseiller du cardinal de Sabine, résidant à Avignon[1]
- 1329 : Marguerite de Montbrun, fille de Sicard de Montbrun, seigneur de Roquecourbe, marié à Guillaume de Villeneuve, coseigneur de Palaja[1]
- 1330, 1342, 1345 : Guiraud de Montbrun, consul de Narbonne, seigneur de Roquecourbe[1]
- 1332, 1334 : Reine de Montbrun de Roquecourbe, abbesse de Rieunette[1]

Filiation suivie :
- 1402-1422 : Jean I de Montbrun, marié à damoiselle Jeanne d'Aniort, veuve de N. d'Aniort et fille de Bertrand d'Aniort. Elle était seigneuresse de Brenac et de Mazerolles, cette dernière seigneurie restera dans la maison de Montbrun, d'où nobles Antoine de Montbrun et Jean de Montbrun[1]
- 1436-1460 : Jean II de Montbrun, seigneur de Roquecourbe dont Guérin qui suit[1]
- 1452-1510 : Guérin de Montbrun, seigneur de Roquecourbe dont Jean qui suit, Jeanne et André (bâtard)[1]
- 1510-1514 : Jean III de Montbrun, marié à N d'Abbans d'où : François qui suit et Dauphine marié à Gaston de Roquefort puis en 1517 à son frère Jean de Roquefort
- 1523-1558 : François de Montbrun, seigneur de Roquecourbe marié en 1523 à Isabelle de Narbonne-Pelet, d'où Jacques qui suit[1]
- 1551-1590 : Jacques de Montbrun, seigneur de Roquecourbe, marié en 1556 à Marguerite de Donos. Sans enfants mâles, la seigneurie de Roquecourbe passa dans la famille de Genibrousse[1].

## Famille de Montbrun dans le Tarn
La famille de Montbrun (que l'on trouve au début du XIVe siècle) dans le Tarn est probablement une branche détachée à la fin du XIIIe siècle de la famille de Montbrun de l'Aude et issue de Pierre-Raymond de Montbrun.
Pierre-Raymond de Montbrun, coseigneur de Montbrun, Sérame et Paulignan, figure au nombre des héritiers de Amblard Sobira, seigneur de Brassac (mort au commencement du XIVe siècle), pour les seigneuries de Cambounés et Lavalette, Caucalières et Augmontel.
Pierre-Raymond de Montbrun ayant acheté vers 1313 les seigneuries de Gaïx, Burlats et Boissezon en partie, se trouva être ainsi un des vassaux les plus riches du comte de Castres. Il mourut vers 1340 et en 1343 son successeur dans la seigneurie de Cambounés, Jean de Montbrun, probablement son frère accordait des franchises et libertés aux habitants de ce lieu.
Marguerite de Montbrun morte avant 1435 épousa Hugues de Cardaillac (mort en 1427) et leur fils Antoine de Cardaillac, dénombra au comte de Castres les seigneuries, en totalité ou en partie, de Gaïx, Valdurenque, Ruscairolles, Les Faliades, Espérières, Cambounés et Lavalette, Boissezon, Sérame et Congous qui lui furent confirmées en 1435 par un arrêt du Parlement de Toulouse.

## Armes
Les armes de la famille de Montbrun sont : d'or au lion de sable.